# Sanmin
Sanmin (chiń. upr. 三民区; chiń. trad. 三民區; pinyin Sānmín qū; Wade-Giles San-min ch’ü) – dzielnica (chiń. 區, qū) w rejonie miejskim miasta wydzielonego Kaohsiung na Tajwanie. 
23 czerwca 2009 komitet przy Ministrze Spraw Wewnętrznych Republiki Chińskiej zarekomendował scalenie dotychczasowego powiatu Kaohsiung (chiń. trad. 高雄縣; pinyin Gāoxióng xiàn) i miasta wydzielonego Kaohsiung (chiń. trad. 高雄直轄市; pinyin Gāoxióng zhíxiáshì) w jedno miasto wydzielone. Dotychczasowe dzielnice miejskie (chiń. 區, qū), jak Sanmin, zachowały po scaleniu swój dotychczasowy status. Ustawa weszła w życie 25 grudnia 2010 roku.
Populacja dzielnicy Sanmin w 2016 roku liczyła 344 888 mieszkańców – 177 737 kobiet i 167 151 mężczyzn. Liczba gospodarstw domowych wynosiła 136 056, co oznacza, że w jednym gospodarstwie zamieszkiwało średnio 2,53 osób.

## Demografia (2011–2016)
| Rok  | Liczba ludności | Gęstość zaludnienia | Kobiety | Mężczyźni | Gospodarstwa domowe |
| ---- | --------------- | ------------------- | ------- | --------- | ------------------- |
| 2011 | 352 159         | 17 797              | 180 096 | 172 063   | 132 685             |
| 2012 | 349 710         | 17 674              | 179 234 | 170 476   | 133 194             |
| 2013 | 348 488         | 17 612              | 178 809 | 169 679   | 134 019             |
| 2014 | 347 619         | 17 568              | 178 760 | 168 859   | 134 885             |
| 2015 | 346 169         | 17 495              | 178 106 | 168 063   | 135 265             |
| 2016 | 344 888         | 17 430              | 177 737 | 167 151   | 136 056             |